# Malaika Mihambo
Malaika Mihambo (* 3. Februar 1994 in Heidelberg) ist eine deutsche Leichtathletin. Neben ihrer Schwerpunktdisziplin Weitsprung geht sie auch in Sprints an den Start. Im Weitsprung wurde sie 2019 und 2022 Weltmeisterin, 2020 Olympiasiegerin sowie 2018 und 2024 Europameisterin.

## Leben
Mihambos Vater stammt aus dem zu Tansania gehörenden Sansibar, ihre Mutter aus Deutschland. Ihr Vorname Malaika bedeutet auf Arabisch ملائكة „Engel“. Mihambo besuchte die Internationale Gesamtschule Heidelberg und legte dort 2012 ihr Abitur ab. Zum Herbstsemester 2012/13 begann sie ein durch das Sportstipendienprogramm der Universität gefördertes Bachelorstudium der Politikwissenschaft an der Universität Mannheim, das sie 2016 erfolgreich abschloss. Seit April 2019 studiert Mihambo im weiterbildenden Masterstudiengang Umweltwissenschaften an der Fernuniversität in Hagen und arbeitet in einem Sozialprojekt für Kinder mit.

## Sportliche Karriere

### Jugend

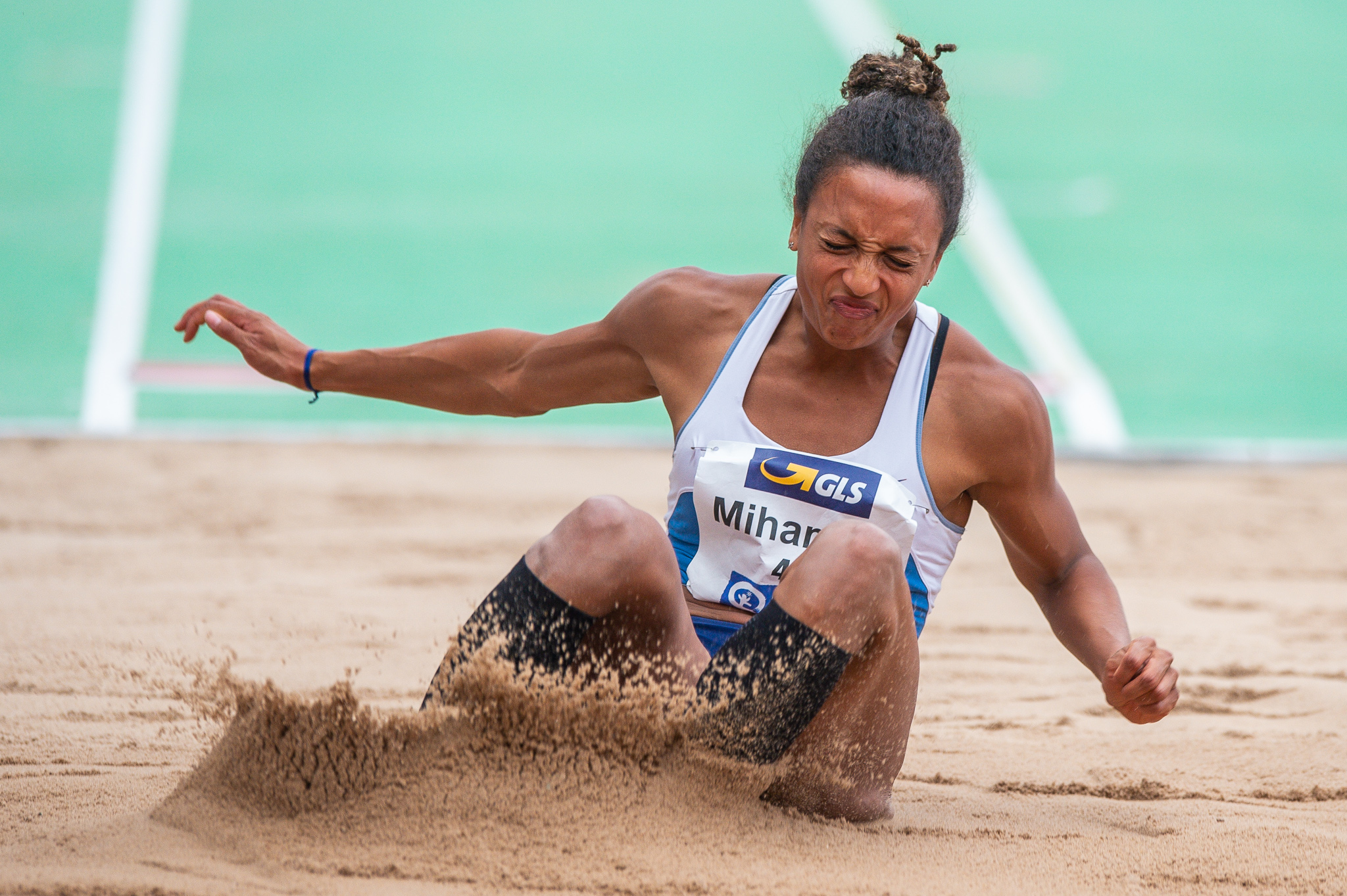
DM 2018

Nachdem sie zunächst Erfahrungen im Ballett, Turnen und Judo gesammelt hatte, begann Mihambo im Alter von acht Jahren mit der Leichtathletik.
Auf nationaler Ebene trat Mihambo erstmals bei den deutschen Schülermehrkampf- und Blockmeisterschaften im August 2008 in Rhede in Erscheinung, wo sie in dem aus fünf Einzeldisziplinen bestehenden Block Sprint/Sprung den zweiten Platz der Altersklasse W14 belegte. Im folgenden Jahr erreichte sie bei den gleichen Meisterschaften in Bad Oeynhausen den dritten Platz im Siebenkampf der Altersklasse W15; zusammen mit Carina Frey und Marie Kias gewann Mihambo den Teamwettbewerb im Siebenkampf. Im selben Jahr verbesserte sie mit Carina Frey, Chantal Berg und Marie Kias die deutsche Schülerbestleistung in der 4-mal-100-Meter-Staffel der LG Kurpfalz auf 47,52 s.
Im Weitsprung übertraf sie bei den Deutschen B-Jugendmehrkampf-Hallenmeisterschaften im Januar 2010 in Frankfurt am Main erstmals die Weite von sechs Metern (6,17 m) und wurde Vizemeisterin im Fünfkampf mit 3891 Punkten. Ein Jahr später gewann sie bei den Deutschen Jugendmeisterschaften in Jena den Weitsprung der weiblichen B-Jugend mit 6,40 m. Im Februar 2012 wurde sie in Sindelfingen mit 6,45 m Deutsche Jugendmeisterin in der Halle und im Juni 2012 sprang sie bei der Bauhaus-Juniorengala in Mannheim – mit irregulären 3,6 m/s Rückenwind – 6,50 m weit. Bei den Juniorenweltmeisterschaften 2012 in Barcelona schied sie in der Qualifikation aus.

### 2013 und 2014
Im Mai 2013 erreichte sie, nunmehr als A-Jugendliche, bei der cosinus Kurpfalz Gala in Weinheim – bei ebenfalls irregulären 2,8 m/s – 6,80 m, eine größere Weite als Michelle Weitzel, die Siegerin bei den Erwachsenen. Bei den Junioreneuropameisterschaften in Rieti Ende Juli 2013 gewann sie mit 6,70 m die Goldmedaille.
Eine Woche später gewann sie im Weitsprung den Titel bei den deutschen A-Jugendmeisterschaften in Rostock mit 6,60 m. Daraufhin wurde sie als jüngstes Teammitglied für die Weltmeisterschaften 2013 in Moskau nominiert. Dort belegte sie mit 6,49 m den 18. Platz. Im Januar 2014 wurde sie zur Jugend-Leichtathletin des Jahres 2013 gewählt.
Ende Mai 2014 sprang sie wiederum bei der cosinus Kurpfalz Gala eine neue persönliche Bestleistung von 6,81 m, womit sie die Qualifikationsnorm für die Europameisterschaften im August in Zürich übertraf. Eine Woche später steigerte sie sich bei ihrem Sieg bei der Regensburger Sparkassen-Gala auf 6,88 m. Bei der Team-Europameisterschaft in Braunschweig verbesserte sie sich am 22. Juni auf 6,90 m, mit denen sie den Weitsprungwettbewerb gewann.
Am 27. Juli 2014 gewann Mihambo bei den Deutschen Meisterschaften in Ulm mit einer Weite von 6,60 m die Bronzemedaille hinter Melanie Bauschke und Sosthene Moguenara. Zwei Wochen später verpasste sie bei den Europameisterschaften 2014 in Zürich nur knapp eine Medaille. Die mit ebenfalls 6,65 m weitengleiche Russin Darja Klischina gewann aufgrund eines besseren zweitbesten Sprunges die Bronzemedaille, Mihambo belegte den vierten Rang.

### 2015 und 2016
Nach dem Saisonstart im Mai 2015 und dem Gewinn der deutschen Mannschaftsmeisterschaft belegte Mihambo Anfang Juni beim Diamond-League-Meeting in Rom den vierten Rang und übertraf mit 6,79 m die geforderte Weltmeisterschaftsnorm. Noch im selben Monat folgte der Gewinn der deutschen U23-Meisterschaft. Am 12. Juli gewann Mihambo im estnischen Tallinn mit einer Weite von 6,73 m die U23-Europameisterschaft vor Jazmin Sawyers und Alina Rotaru, belegte jedoch zwei Wochen später bei den Deutschen Meisterschaften lediglich den neunten Platz. Ende Juli wurde Mihambo als Teil des 66-köpfigen deutschen Aufgebots für die Weltmeisterschaften in Peking nominiert. Dort erreichte sie mit neuer Saisonbestleistung von 6,84 m mit ihrem ersten Sprung in der Qualifikation das Finale, in dem sie mit 6,79 m den sechsten Platz belegte.
Nach einer im Dezember 2015 aufgekommenen beidseitigen Patellasehnenreizung konnte Mihambo erst Anfang Mai 2016 beim Trainingslager im türkischen Belek in die Saison starten. Bei einem von stark wechselnden Winden gekennzeichneten Wettkampf bei den deutschen Meisterschaften in Kassel wurde Mihambo am 18. Juni mit einer Weite von 6,72 m erstmals deutsche Meisterin vor Alexandra Wester und Maryse Luzolo, wegen irregulären Rückenwindes wurde die Siegerweite allerdings nicht als Erfüllung der vom DLV geforderten Qualifikationsnorm (6,70 m) für die Olympischen Spiele anerkannt. In der Qualifikation der Europameisterschaften in Amsterdam am 7. Juli erreichte sie mit einer Weite von 6,76 m die nationale Olympianorm und gewann am Folgetag mit 6,65 m hinter Ivana Španović und Jazmin Sawyers die Bronzemedaille. Bei den Olympischen Spielen 2016 in Rio de Janeiro steigerte Mihambo ihre Bestleistung auf 6,95 m und belegte damit im Weitsprungfinale den vierten Platz.

### 2017 und 2018
Bei den Deutschen Meisterschaften 2017 in Erfurt belegte Mihambo den dritten Platz. 2018 holte sie sich in Dortmund den Titel bei den Deutschen Hallenmeisterschaften. Ende Februar 2018 wurde sie anhand des Rankingverfahrens des Leichtathletikweltverbandes IAAF zu den Hallenweltmeisterschaften in Birmingham eingeladen, da sie zwar mit einer Saisonbestleistung von 6,72 m die offizielle Norm um vier Zentimeter verpasst hatte, damit aber auf Platz vier der Welt rangierte. Die Hallenweltmeisterschaften schloss Mihambo mit 6,64 m auf dem fünften Rang ab. In Nürnberg wurde sie Deutsche Meisterin. Am 11. August 2018 gewann sie bei den Europameisterschaften in Berlin mit einer Weite von 6,75 m die Goldmedaille. Beim Continental Cup in Ostrava belegte Mihambo mit der europäischen Mannschaft den zweiten Rang, wozu sie durch einen dritten Platz im Einzel beitrug.

### 2019

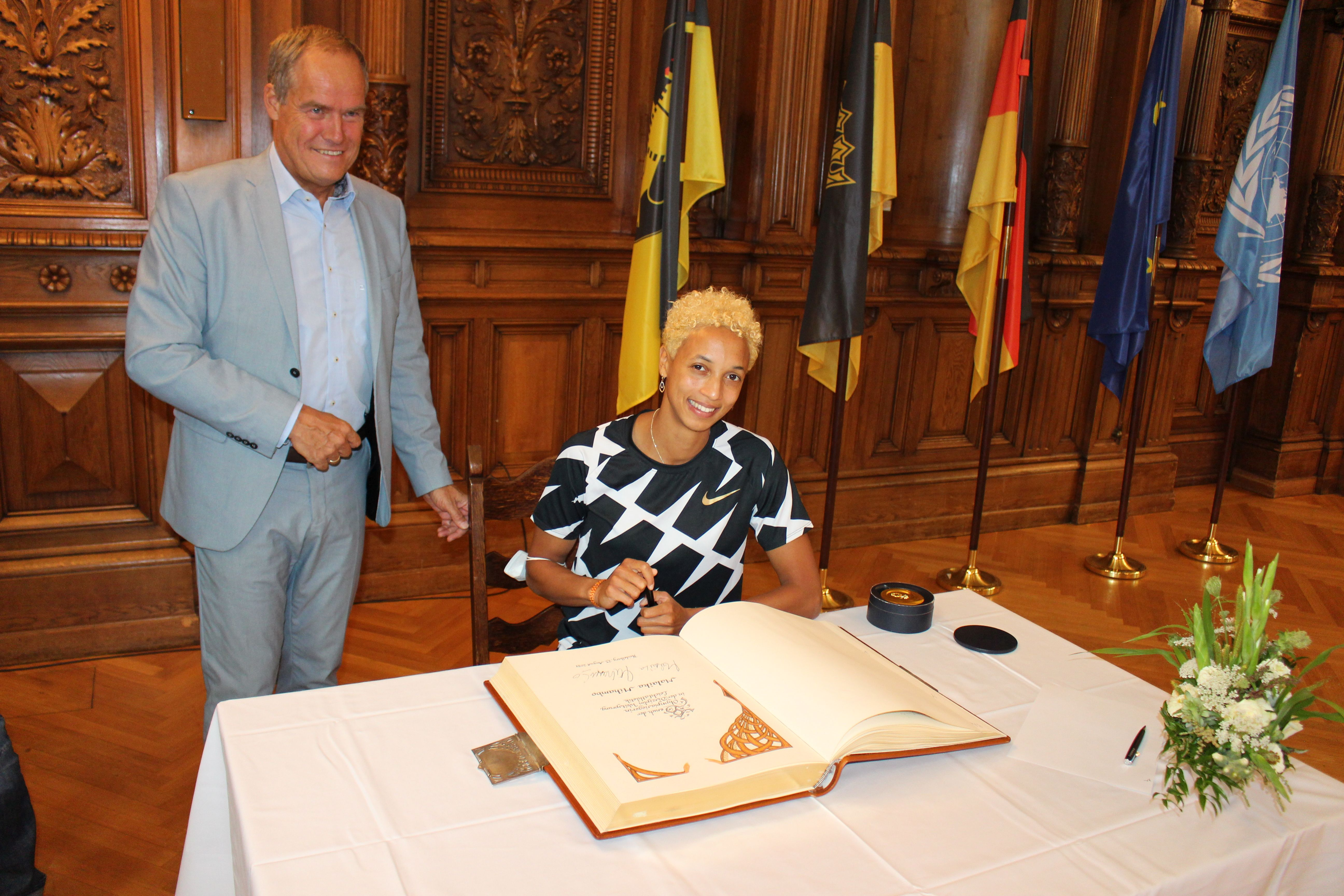
Mihambo beim Eintragen ins Goldene Buch der Stadt Heidelberg im Beisein von OB Eckart Würzner (2021)

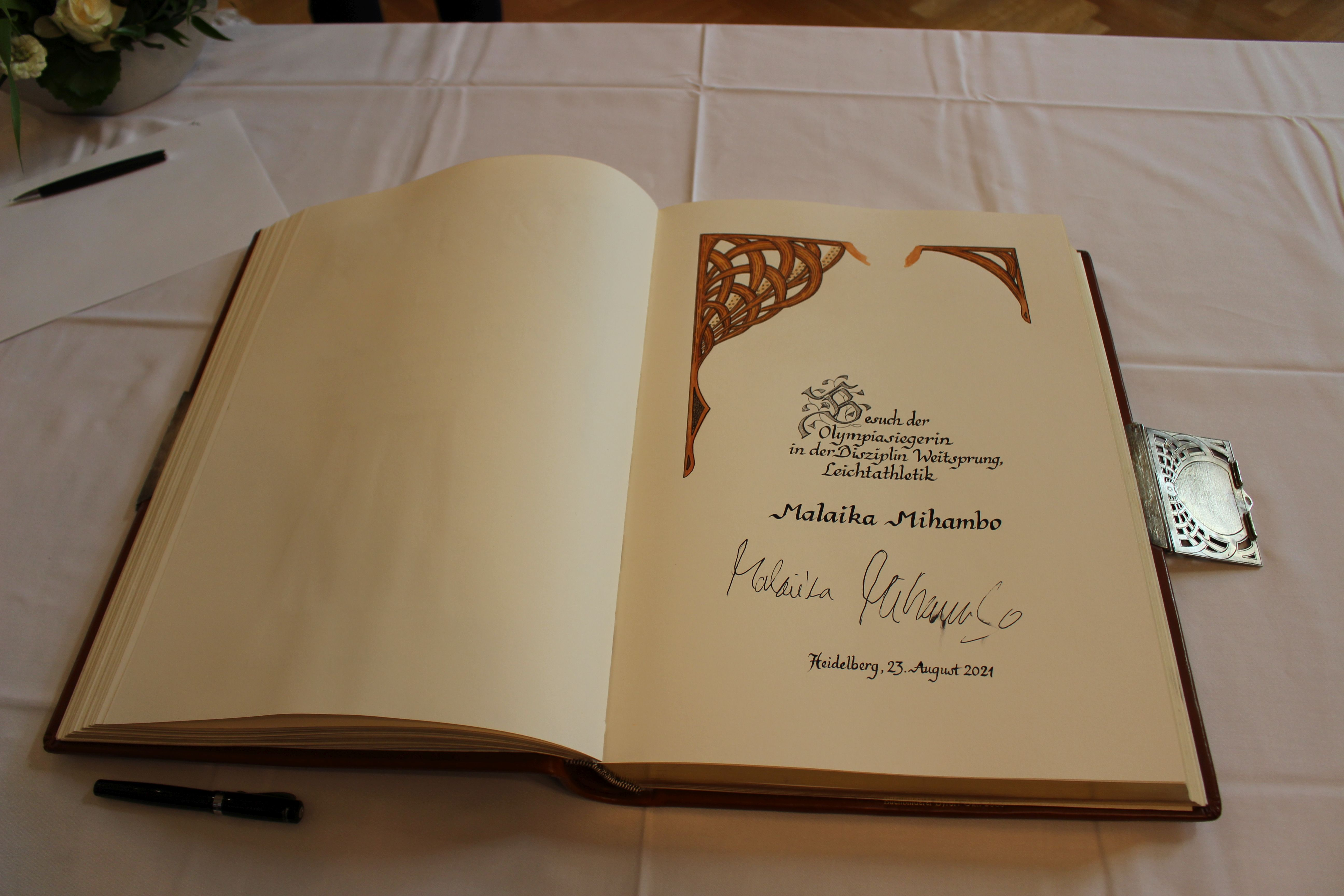
Eintrag von Mihambo im Goldenen Buch von Heidelberg (2021)

Nachdem Mihambo bereits beim ersten Wettkampf des Jahres in Sindelfingen die Norm für die Halleneuropameisterschaften geschafft hatte, gewann sie am 1. Februar das ISTAF Indoor in Berlin mit einer Weite von 6,99 m und verbesserte dabei ihre persönliche Hallenbestleistung um 27 Zentimeter. Zwei Wochen später verteidigte sie bei den Deutschen Hallenmeisterschaften in Leipzig mit 6,72 m ihren Titel aus dem Vorjahr. Bei den Halleneuropameisterschaften in Glasgow belegte sie mit 6,83 m den vierten Platz. Am 6. Juni gewann sie das Diamond-League-Meeting Golden Gala in Rom mit einer neuen persönlichen Bestweite von 7,07 m. Erstmals seit der Jugend trat sie 2019 auch als Sprinterin in Erscheinung und errang bei den Deutschen Meisterschaften den dritten Platz im 100-Meter-Lauf. Die dort erreichte Zeit von 11,21 s lag unter der Qualifikationsnorm für die Weltmeisterschaften in Doha. Im Weitsprung verteidigte Mihambo mit einer neuen persönlichen Bestleistung von 7,16 m ihren deutschen Meistertitel. Das war zudem neue Weltjahresbestleistung.
Im Oktober konnte sie ihre Bestleistung im Weitsprung bei den Weltmeisterschaften in Doha auf 7,30 m steigern und wurde dadurch Weltmeisterin. Sie ist mit dieser Weite zwölftbeste Weitspringerin aller Zeiten und die zweitbeste deutsche Athletin, nur Heike Drechsler sprang mit 7,48 m weiter als Mihambo. Gemäß der IAAF-Punktewertung war Mihambos 7,30-Meter-Sprung disziplinübergreifend die beste Frauenleistung bei den Weltmeisterschaften in Doha. Am 15. Dezember 2019 wurde Mihambo in Baden-Baden als Deutschlands Sportlerin des Jahres 2019 geehrt.

### 2020 bis 2022

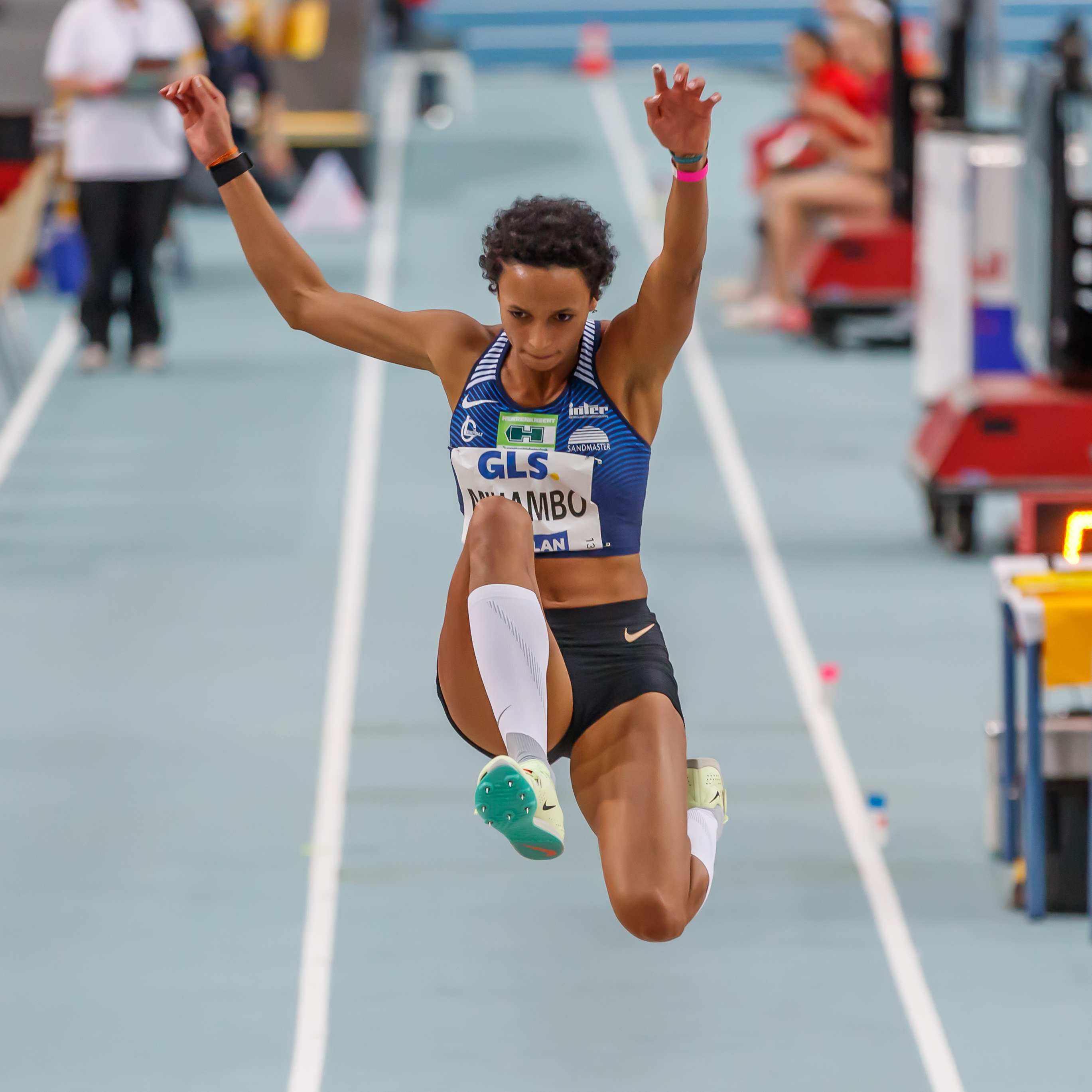
Deutsche Hallenmeisterschaften 2022

Am 14. Februar 2020 übersprang Mihambo beim ISTAF Indoor in Berlin zum ersten Mal auch in der Halle die 7-Meter-Marke und stellte mit 7,07 m eine persönliche Hallenbestleistung auf. Am 2. August 2021 gewann Mihambo mit 7,00 m im letzten Sprungversuch den Weitsprungwettbewerb bei den Olympischen Spielen in Tokio. Am Ende des Jahres wurde sie zum dritten Mal in Folge als Deutschlands Sportlerin des Jahres ausgezeichnet.
Im Jahr 2022 gewann Mihambo bei den Weltmeisterschaften in Oregon mit einer Weite von 7,12 m erneut die Goldmedaille im Weitsprung. Kurz nach diesem Erfolg erkrankte sie an COVID-19. Sie konnte in der Folge zehn Tage lang nicht regulär trainieren, ging aber knapp einen Monat später bei den Europameisterschaften in München an den Start. Dort musste sich Mihambo mit einer Weite von 7,03 m Ivana Vuleta geschlagen geben, die sich im ersten Versuch mit 7,06 m den Titel im Weitsprung sicherte. Nach ihrem Sieg beim ISTAF in Berlin mit 6,92 m schilderte sie, wie sie die Nachwirkungen einer Covid-19-Erkrankung kurz vor den Europameisterschaften in München noch immer beschäftigen: Ihre Lungenfunktion sei eingeschränkt und sie habe sich nach einem Zusammenbruch in München gründlich ärztlich durchchecken lassen, um kein Risiko einzugehen.

### 2024
Bei den Europameisterschaften 2024 in Rom errang sie mit einer Weite von 7,22 m die Goldmedaille vor Larissa Iapichino mit 6,94 m.
Bei den Olympischen Spielen 2024 in Paris errang sie mit 6,98 m den zweiten Platz und gewann somit die Silbermedaille.

### 2025
Beim ISTAF Indoor in Düsseldorf am 9. Februar 2025 wurde erstmals nach der Take-off-Zone-Methode ein offizieller Wettbewerb ausgetragen. Dabei steht den Springern und Springerinnen eine 40-cm-Absprungzone zur Verfügung, wobei mittels Hightech-Kameras die reale Sprungweite gemessen wird. Mihambo gewann das Springen mit einer Weite von 6,87 m. Bei den Deutschen Hallenmeisterschaften 2025 in Dortmund gewann Mihambo mit 6,79 m die Goldmedaille.

## Vereinszugehörigkeiten und Trainer
Mihambo startet für den TSV Oftersheim in der LG Kurpfalz und wurde seit ihrem elften Lebensjahr von Ralf Weber trainiert. 2020 beendete Weber die Zusammenarbeit aus persönlichen Gründen und Mihambo kündigte an, zukünftig in den USA bei Carl Lewis (Weitsprung) und Leroy Burrell (Sprint) zu trainieren. Aufgrund der COVID-19-Pandemie konnte sie diesen Plan zunächst nicht umsetzen und wird seit Juni 2020 von dem Weitsprung-Bundestrainer Ulrich Knapp trainiert.

## Auszeichnungen
- Sportlerin des Jahres: 2019, 2020, 2021
- Leichtathletin des Jahres: 2019, 2021, 2022
- Jugend-Leichtathletin des Jahres: 2013
- Sport-Bild-Award in der Kategorie „Star des Jahres“ 2022[56]

## Statistik

### Persönliche Bestleistungen
Freiluft
- Weitsprung: 7,30 m (−0,8 m/s), 6. Oktober 2019 in Doha
- 100 Meter: 11,21 s (+0,6 m/s), 30. Juni 2019 in Mannheim

Halle
- Weitsprung: 7,07 m, 14. Februar 2020 in Berlin
- 60 Meter: 7,22 s, 22. Februar 2020 in Leipzig

### Ergebnisse ausgewählter Wettkämpfe
|                                | 2013 | 2014      | 2015 | 2016 | 2017 | 2018 | 2019      | 2020 | 2021 | 2022 | 2023 | 2024 |
| ------------------------------ | ---- | --------- | ---- | ---- | ---- | ---- | --------- | ---- | ---- | ---- | ---- | ---- |
| Olympische Spiele              |      |           |      | 4.   |      |      |           |      | G    |      |      | S    |
| Olympische Spiele              |      |           |      | 6,95 |      |      |           |      | 7,00 |      |      | 6,98 |
|                                |      |           |      |      |      |      |           |      |      |      |      |      |
| Weltmeisterschaften            | 18.  |           | 6.   |      | —    |      | G         |      |      | G    | —    |      |
| Weltmeisterschaften            | 6,49 |           | 6,79 |      |      |      | 7,30      |      |      | 7,12 |      |      |
| Hallenweltmeisterschaften      |      | —         |      | —    |      | 5.   |           |      |      | —    |      |      |
| Hallenweltmeisterschaften      |      |           |      |      | 6,64 |      |           |      |      |      |      |      |
|                                |      |           |      |      |      |      |           |      |      |      |      |      |
| Europameisterschaften          |      | 4.        |      | B    |      | G    |           |      |      | S    |      | G    |
| Europameisterschaften          |      | 6,65      |      | 6,65 |      | 6,75 |           |      |      | 7,03 |      | 7,22 |
| Halleneuropameisterschaften    | —    |           | —    |      | —    |      | 4.        |      | S    |      | 4.   |      |
| Halleneuropameisterschaften    |      |           |      |      |      |      | 6,83      |      | 6,88 |      | 6,83 |      |
| Team-Europameisterschaft       | —    | G         | —    |      | —    |      | S         |      | —    |      | —    |      |
| Team-Europameisterschaft       |      | 1. (6,90) |      |      |      |      | 1. (7,11) |      |      |      |      |      |
|                                |      |           |      |      |      |      |           |      |      |      |      |      |
| Deutsche Meisterschaften       | 4.   | B         | 9.   | G    | B    | G    | G         | G    | G    | G    | G    | —    |
| Deutsche Meisterschaften       | 6,50 | 6,60      | 6,22 | 6,72 | 6,62 | 6,72 | 7,16      | 6,71 | 6,62 | 6,85 | 6,93 |      |
| Deutsche Hallenmeisterschaften |      |           |      |      |      | G    | G         | G    | G    | G    | G    | G    |
| Deutsche Hallenmeisterschaften |      |           |      |      |      | 6,68 | 6,72      | 6,77 | 6,70 | 6,81 | 6,66 | 6,93 |
|                                |      |           |      |      |      |      |           |      |      |      |      |      |
| U23-Europameisterschaften      | —    |           | G    |      |      |      |           |      |      |      |      |      |
| U23-Europameisterschaften      |      | 6,73      |      |      |      |      |           |      |      |      |      |      |
| U20-Europameisterschaften      | G    |           |      |      |      |      |           |      |      |      |      |      |
| U20-Europameisterschaften      | 6,70 |           |      |      |      |      |           |      |      |      |      |      |

### Leistungsentwicklung
| Jahr | Saisonbestleistungen (Freiluft)                   |
| ---- | ------------------------------------------------- |
| 2010 | 5,96 m (Moskau)                                   |
| 2011 | 6,40 m (Jena)                                     |
| 2012 | 6,32 m (Mannheim)                                 |
| 2013 | 6,70 m (Junioreneuropameisterschaften in Rieti)   |
| 2014 | 6,90 m (Team-Europameisterschaft in Braunschweig) |
| 2015 | 6,84 m (Weltmeisterschaften in Peking)            |
| 2016 | 6,95 m (Olympische Spiele in Rio de Janeiro)      |
| 2017 | 6,62 m (Deutsche Meisterschaften in Erfurt)       |
| 2018 | 6,99 m (Weinheim)                                 |
| 2019 | 7,30 m (Weltmeisterschaften in Doha) – WL         |
| 2020 | 7,03 m (Dessau) – WL                              |
| 2021 | 7,00 m (Olympische Spiele in Tokio)               |
| 2022 | 7,12 m (Weltmeisterschaften in Eugene)            |
| 2023 | 6,93 m (Deutsche Meisterschaften in Kassel)       |
| 2024 | 7,22 m (Europameisterschaften in Rom)             |